# Stema Republicii Togoleze

Stema Republicii Togoleze

Stema națională a Republicii Togoleze a fost adoptată la 14 martie 1962.
În oval, se văd doi lei roșii în picioare, care simbolizează vitejia oamenilor. Ambii lei sunt înarmați cu arc și săgeată, care simbolizează o chemare pentru toți cetățenii să fie activi în apărarea libertății țării. Între lei, este prezentat un scut auriu cu literele RT (République Togolaise). Deasupra acestuia, drapelul Togoului este afișat de două ori. Pe o panglică este scrisă deviza statului: „Travail, Liberté, Patrie” (Muncă, Libertate, Patrie).
După Conferința Națională din Togo din 1991, mai multe versiuni ale acestei embleme au proliferat, chiar și în cadrul guvernului togolez. În iunie 2008, însă, o decizie a Curții Constituționale a clarificat care este versiunea corectă.

## Steme anterioare

### Stema propusă în 1914

Stema germană propusă în 1914

În 1914, guvernul german a decis să atribuie steme armate coloniilor sale de peste mări, inclusiv coloniei Togoland. A fost proiectată stema, dar a izbucnit Primul Război Mondial înainte de finalizarea proiectului, iar stema nu au fost folosită niciodată. Oferind steme proprii coloniilor în timp de război le putea permite existența unui simbol în jurul căreia să se alăture în caz de rebeliune. Stema propuse pentru Protectoratul Togoland descria un copac susținut de două cobre și vulturul imperial german pe un scut. Vulturul și coroana imperială de pe scut erau aceleași pentru toate armele coloniale propuse.